# Warren (Rhode Island)
Warren és una població a l'estat de Rhode Island que segons el cens dels Estats Units del 2000 tenia 11.360 habitants, 4.708 habitatges, i 2.994 famílies. La densitat de població era de 713,2 habitants per km².
Dels 4.708 habitatges en un 27,4% hi vivien nens de menys de 18 anys, en un 47,3% hi vivien parelles casades, en un 12,6% dones solteres, i en un 36,4% no eren unitats familiars. En el 30,8% dels habitatges hi vivien persones soles l'11,7% de les quals corresponia a persones de 65 anys o més que vivien soles. El nombre mitjà de persones vivint en cada habitatge era de 2,36 i el nombre mitjà de persones que vivien en cada família era de 2,96.
Per edats la població es repartia de la següent manera: un 21,6% tenia menys de 18 anys, un 7,6% entre 18 i 24, un 30% entre 25 i 44, un 23% de 45 a 60 i un 17,9% 65 anys o més.
L'edat mediana era de 40 anys. Per cada 100 dones de 18 o més anys hi havia 86 homes.
La renda mediana per habitatge era de 41.285 $ i la renda mediana per família de 52.824$. Els homes tenien una renda mediana de 35.472 $ mentre que les dones 27.023 $. La renda per capita de la població era de 22.448 $. Aproximadament el 5,2% de les famílies i el 7,3% de la població estaven per davall del llindar de pobresa.